# Kirin Cup 2004
De Kirin Cup 2004 was de 25e editie van de Kirin Cup. Het toernooi werd gehouden van 9 tot en met 13 juli, het werd gespeeld in Japan. De winnaar van dit toernooi was het gastland Japan, zij wonnen dit toernooi voor 8e keer.

## Eindstand
| Pos | Land                 | Wed | Win | Gel | Ver | DV | DT | +/− | Pnt |
| --- | -------------------- | --- | --- | --- | --- | -- | -- | --- | --- |
| 1   | Japan                | 2   | 2   | 0   | 0   | 4  | 1  | +3  | 6   |
| 2   | Servië en Montenegro | 2   | 1   | 0   | 1   | 2  | 1  | +1  | 3   |
| 3   | Slowakije            | 2   | 0   | 0   | 2   | 1  | 5  | –4  | 0   |

## Wedstrijden
|                                |                                         |       |            |                                                                                         |
| 9 juli 2004 «onderlinge duels» | Japan                                   | 3 – 1 | Slowakije  | Hiroshima Big Arch, Hiroshima Toeschouwers: 34.458 Scheidsrechter: Matthew Breeze (AUS) |
| 9 juli 2004 «onderlinge duels» | Fukunishi 45' Suzuki 66' Yanagisawa 81' |       | Babnič 65' | Hiroshima Big Arch, Hiroshima Toeschouwers: 34.458 Scheidsrechter: Matthew Breeze (AUS) |

|                                 |           |                            |                      |                                      |
| 11 juli 2004 «onderlinge duels» | Slowakije | 0 – 2                      | Servië en Montenegro | Hakatanomori Voetbalstadion, Fukuoka |
| 11 juli 2004 «onderlinge duels» |           | Milošević 6' Jestrovic 90' |                      | Hakatanomori Voetbalstadion, Fukuoka |

|                                 |          |       |                      |                                                                                           |
| 13 juli 2004 «onderlinge duels» | Japan    | 1 – 0 | Servië en Montenegro | Internationaal Stadion, Yokohama Toeschouwers: 57.616 Scheidsrechter: Edward Lennie (AUS) |
| 13 juli 2004 «onderlinge duels» | Endo 48' |       |                      | Internationaal Stadion, Yokohama Toeschouwers: 57.616 Scheidsrechter: Edward Lennie (AUS) |

| Winnaar Kirin Cup 2004 |
| ---------------------- |
|                        |
| Japan 8e titel         |